# Смоленский государственный университет спорта
Смоленский государственный университет спорта (СГУС) — российское государственное образовательное учреждение высшего образования. Расположен в г. Смоленск. За период деятельности академии было подготовлено более 15 тысяч специалистов в области физической культуры и спорта, спортивной медицины и спортивного менеджмента.

## История
Этапы развития учебного заведения:
- 1929 год — Смоленский техникум физической культуры;
- 1950 год — Смоленский государственный институт физической культуры;
- 2005 год — Смоленская государственная академия физической культуры, спорта и туризма;
- 2021 год — Смоленский государственный университет спорта.

Большой вклад в развитие отечественной науки, подготовку научных кадров: доктор биологических наук, профессор В. П. Луговцев, доктор педагогических наук, профессор В. П. Губа, доктор педагогических наук, профессор В. А. Быков, профессора Л. Ф. Кобзева, О. Е. Лихачев, В. С. Приставкин, А. М. Докторевич, В. П. Шукаев, Р. М. Тухватулин, В. А. Перепекин, С. В. Легоньков, А. В. Мальчиков, к.п.н., доценты А. П. Хренов, А. И. Павлов, В. П. Пойманов, В. Ф. Лазарев, А. Б. Куделин, Г. Н. Грец, В. П. Луговской, В. Н. Зайцев, И.М. Приставкина, А. В. Пирог, А. В. Гурский, Е. А. Фомина, Н. П. Копьев, А. Р. Глебов, В. Т. Дударев, И. А. Грец, Н. И. Тронин, Л. П. Грибкова, Н. П. Дроздова, В. С. Карпов, В. Г. Войтов,  В. Н. Чернова, А.И. Сергеев. 
В стенах Университета подготовлено свыше 600 мастеров спорта, МСМК и заслуженных мастеров спорта. Многие выпускники СГУС получили мировую известность. Уникальным событием по своей спортивной значимости, силе человеческого духа и воли являются мировые рекорды, установленные в первый день войны — 22 июня 1941 года преподавателем техникума, мастером спорта Иваном Шкодиным по спортивной ходьбе на 3 км (12 мин 01 с) и 5 км (20 мин 51 с)..
Свыше 75 выпускников Университета стали заслуженными тренерами РФ.

## Структура
Университет имеет развитую инфраструктуру, в состав учебного заведения входят факультет физической культуры и спорта (2 отделения), факультет физической культуры и оздоровительных технологий, факультет заочного обучения и факультет дополнительного образования. Учебный процесс обеспечивают 19 кафедр, учебно-методический отдел, отдел качества образования, отдел практики и трудоустройства выпускников. В академии обучается более 2 тыс. студентов, аспирантов и слушателей, работает более 170 преподавателей, среди которых профессора, кандидаты и доктора наук.

## Наиболее известные выпускники в спорте
| Заслуженные тренеры СССР - Валентин Приставкин - конькобежный спорт (подготовил Чемпионку мира в спринтерском многоборье Л.Садчикову), - Гранит Торопин (подготовивший 2-х чемпионов Олимпийских игр и большое количество МСМК и МС), - Василий Телегин (воспитавший рекордсмена мира по прыжкам в высоту В.Ященко (235 см), - Владимир Кузьмин, (один из тренеров конькобежца Валерия Муратова, заслуженного мастера спорта, заслуженного тренера СССР, серебряного призера Олимпийских игр, двукратного чемпиона мира на спринтерских дистанциях), - Валентин Иванов — футбол, - Юрий Осадкин — конькобежный спорт, - Виктор Громаков — хоккей на траве. Заслуженные тренеры России Юрий Марушкин — футбол, Заслуженный тренер Белорусской ССР Вениамин Арзамасцев - футбол. Велоспорт - Сергей Терещенков заслуженный мастер спорта, двукратный чемпион мира по велосипедному спорту на треке, Конькобежцы - Любовь Садчикова, заслуженный мастер спорта, чемпионка мира в конькобежном спорте по спринтерскому многоборью, | Лёгкая атлетика - Ольга Кузенкова, заслуженный мастер спорта, чемпионка Олимпийских игр по метанию молота Лыжный спорт - Вячеслав Веденин, заслуженный мастер спорта, чемпион Олимпийских игр Фехтование - Юрий Шаров, заслуженный мастер спорта, чемпион Олимпийских игр - Оксана Ермакова, заслуженный мастер спорта, чемпионка Олимпийских игр - Елена Жемаева, заслуженный мастер спорта, чемпионка мира - Александр Бекетов, заслуженный мастер спорта, чемпион Олимпийских игр Футбол - Олег Кононов — главный тренер (2013 — 2016) ФК Краснодар (бронзовый призёр Чемпионата России 2014/2015, финалист Кубка России 2013/2014) Штанга - Николай Костылев, заслуженный мастер спорта, чемпион мира |

## Ректоры вуза
| - 1950—1951 Н. А. Никонов - 1951—1968 П. К. Губа, доцент - 1968—1979 Ю. Р. Пореш, доцент - 1979—1986 А. Н. Куксин, доцент | - 1986—1998 А. С. Селиванов, профессор - 1998—2008 С. А. Кореневский, доктор педагогических наук, профессор - 2008—2022 Г. Н. Грец, доктор педагогических наук, профессор - 2022—н.в. А. А. Обвинцев, доктор педагогических наук, профессор |